# Nenzing
Nenzing – gmina targowa w Austrii, w kraju związkowym Vorarlberg, w powiecie Bludenz. Liczy 6040 mieszkańców (1 stycznia 2015).